# 2731 Кукула
2731 Кукула (2731 Cucula) — астероїд головного поясу, відкритий 21 травня 1982 року.
Тіссеранів параметр щодо Юпітера — 3,129.